# Mesopolobus
Mesopolobus är ett släkte av steklar som beskrevs av John Obadiah Westwood 1833. Mesopolobus ingår i familjen puppglanssteklar.

## Dottertaxa tillMesopolobus, i alfabetisk ordning[1][2]
- Mesopolobus adrianae
- Mesopolobus aequus
- Mesopolobus agropyricola
- Mesopolobus albitarsus
- Mesopolobus amaenus
- Mesopolobus anogmoides
- Mesopolobus apicalis
- Mesopolobus arcanus
- Mesopolobus aspilus
- Mesopolobus auditor
- Mesopolobus bidentis
- Mesopolobus bonessi
- Mesopolobus brachyneurus
- Mesopolobus brevinervis
- Mesopolobus bruchophagi
- Mesopolobus cabrerai
- Mesopolobus citrinus
- Mesopolobus clavatus
- Mesopolobus clavicornis
- Mesopolobus confusus
- Mesopolobus contarinomyiae
- Mesopolobus crassipes
- Mesopolobus deserti
- Mesopolobus dichrocerus
- Mesopolobus diffinis
- Mesopolobus dilutipes
- Mesopolobus dubius
- Mesopolobus elymi
- Mesopolobus etsuhoae
- Mesopolobus fagi
- Mesopolobus fasciiventris
- Mesopolobus fedotovae
- Mesopolobus finlaysoni
- Mesopolobus fuscipedes
- Mesopolobus fuscipes
- Mesopolobus gallarius
- Mesopolobus graminum
- Mesopolobus hackeri
- Mesopolobus harithus
- Mesopolobus heterotomus
- Mesopolobus incultus
- Mesopolobus joulei
- Mesopolobus juniperinus
- Mesopolobus keralensis
- Mesopolobus laticornis
- Mesopolobus lichtensteini
- Mesopolobus longicaudae
- Mesopolobus longicollis
- Mesopolobus maculicornis
- Mesopolobus maculipennis
- Mesopolobus mayetiolae
- Mesopolobus mediterraneus
- Mesopolobus meridionalis
- Mesopolobus mesoeminulus
- Mesopolobus mesolatus
- Mesopolobus mesostenus
- Mesopolobus milleri
- Mesopolobus minutus
- Mesopolobus mongolicus
- Mesopolobus morys
- Mesopolobus nephele
- Mesopolobus nikolskayae
- Mesopolobus nobilis
- Mesopolobus oeax
- Mesopolobus pallidicornis
- Mesopolobus petrosimoniae
- Mesopolobus phragmitis
- Mesopolobus pinus
- Mesopolobus prasinus
- Mesopolobus pseudofuscipes
- Mesopolobus pseudolaticornis
- Mesopolobus quadrimaculatus
- Mesopolobus rhabdophagae
- Mesopolobus ripicola
- Mesopolobus rotundiclavus
- Mesopolobus ruskini
- Mesopolobus salicis
- Mesopolobus saxauli
- Mesopolobus semenis
- Mesopolobus semiclavatus
- Mesopolobus sericeus
- Mesopolobus spermotrophus
- Mesopolobus subfumatus
- Mesopolobus superansi
- Mesopolobus szelenyii
- Mesopolobus tamaricis
- Mesopolobus tarsatus
- Mesopolobus teliformis
- Mesopolobus tibialis
- Mesopolobus tortricidis
- Mesopolobus tortricis
- Mesopolobus trasullus
- Mesopolobus trimeromelas
- Mesopolobus trjapitzini
- Mesopolobus tsherkesi
- Mesopolobus typographi
- Mesopolobus verditer
- Mesopolobus xanthocerus
- Mesopolobus yasumatsui
- Mesopolobus zetterstedtii